# Константиновка (Саратовский район)
Константиновка — село в Саратовском районе Саратовской области России. С 1 января 2022 года входит в состав городского округа Саратова.

## История
В первой половине XIX века появилась русская владельческая деревня Константиновка. Владельцем земель нового поселения являлся помещик Константинов, по фамилии которого и наименовали деревню. В 1859 года в деревне проживало 25 мужчин и 27 женщин, всего 8 дворов. После отмены крепостного права крестьяне образовали одно сельское общество. Константиновка входила в состав Поповской волости Саратовского уезда. На реке Латрык функционировала большая водяная мельница.
После революции в селе был образован одноимённый сельсовет, который через несколько лет вошёл в состав Поповского сельсовета. В 1968 году, на средства писателя Д. А. Серова, была открыта школа. В то время в селе проживали 287 человек. Летом в школьном здании размещалось общежитие для студентов, работавших на совхозных полях. С уменьшением количества учащихся часть помещений школы была передана под библиотеку, медпункт и детский сад. В 1985 году школа была закрыта, а оставшихся учеников перевели в здание конторы. В годы перестройки в село, насчитывавшее 127 жителей, были приглашены депортированные из Саратовской области в 1941 году немцы. 
В 1990 году с появлением новых жителей школа была отремонтирована и вновь открыта, в ней также разместились филиал Михайловской школы искусств и немецкий культурный центр.

## Физико-географическая характеристика
Село расположено в юго-западной части Саратовского района, на берегу реки Латрык. Расстояние до административного центра села Михайловка — 8 км, до областного центра составляет 22 км. С областным центром село связано трассой "P22" и автодорогой от нее до села. Налажено автобусное сообщение. 
Часовой пояс
Село Константиновка, как и вся Саратовская область, находится в часовой зоне МСК+1. Смещение применяемого времени относительно UTC составляет +4:00.
Уличная сеть
В Константиновке десять улиц — Академическая, Барельская, Заречная, Горный проезд 1-й, Коммунарная, Лесная, Луговая, Огородная, Родниковая, Сосновая; один проезд (Лесной) и один переулок (Заречный). Также к селу относится территория садового некоммерческого товарищества СНТ Сорокино.  

## Население
| 2002 | 2010 |
| ---- | ---- |
| 321  | ↗346 |

В селе на 1 января 2018 года проживали 349 человек, насчитывалось 104 домовладения.

## Инфраструктура
На территории населённого пункта свою деятельность осуществляют: общеобразовательная школа, фельдшерско-акушерский пункт. Работают два предприятия розничной торговли. Промышленное предприятие ООО "Исток Сервис" занимается добычей и разливом питьевой воды. Тепличное хозяйство ООО "РЭХН" выращивает овощи используя современные технологии, а также на площади 4 гектара высажен яблоневый сад. 
Село газифицировано, газоснабжение подведено к 80 пользователям. Зарегистрировано 20 абонентов стационарной телефонной связи.

## Достопримечательности
- В Константиновке сохранилась одна из крупнейших мельниц в области – каменная мельница Борелей начала XX века[2].
- В окрестностях села установлен памятник Марине Расковой, лётчице. Именно в этом месте её самолёт разбился в 1943 году.

## Транспорт
В Константиновку можно добраться на маршруте общественного транспорта 291 со Стадиона «Волга», ежедневно организовано до трёх рейсов.

## Фотогалерея
- Виды села
- Мельница Борелей
- Мельница Борелей внутри
- Школа в селе
- Сельский магазин
- Спортивная площадка